# Kitamura Tōkoku
Kitamura Tōkoku (japanisch 北村 透谷; * 29. Dezember 1868 in Odawara, Präfektur Kanagawa; † 16. Mai 1894 in Minato durch Suizid); eigentlich Kitamura Montarō (北村 門太郎) war ein japanischer Dichter und Literaturkritiker der Meiji-Zeit, der großen Einfluss auf die Literaten um Shimazaki Tōson ausübte.

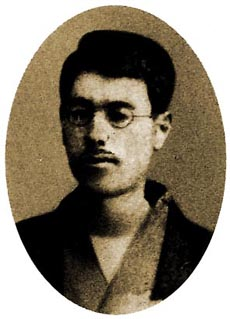
Kitamura Tōkoku

## Leben
Kitamura Tōkoku wurde am 29. Dezember 1868 in Odawara, Präfektur Kanagawa als Sohn einer verarmten Samurai-Familie geboren. Sein tatsächlicher Name lautete Kitamura Montarō. 1881 zog er gemeinsam mit seinen Eltern nach Tōkyō und schloss im darauffolgenden Jahr die Taimei-Grundschule in Ginza ab. Der Schriftstellername Tōkoku soll auf die damals nahe der Schule gelegene Sukiya-Brücke (数寄屋橋, sukiyabashi) zurückgehen: die Schriftzeichen, mit denen der Name Tōkoku geschrieben wird, erlauben im Japanischen auch die Lesung sukiya.
1883 besuchte er die Fakultät für Politikwissenschaften der Fachschule in Tōkyō (der heutigen Waseda-Universität), an der er bis 1886 eingeschrieben war, die er aber nicht beendete. Er beteiligte sich an der Bewegung für Freiheit und Bürgerrechte, distanzierte sich von dieser aber enttäuscht, als ihm Mitstreiter anvertrauten, Gelder für die ins Stocken geratene Bewegung durch Raub beschaffen zu wollen. 1888 ließ er sich, zum Christentum übergetreten in der Kirche zu Sukiyabashi taufen. Im selben Jahr heiratete er Ishizaka Mina (石坂ミナ).
Kitamura lehnte sich mit seinen ersten Arbeiten gegen die Gesellschaft und Literatur seiner Zeit auf. Er proklamierte beeinflusst von Carlyle, Emerson und Wordsworth eine Vorstellung vom Poeten, der nicht durch Bildung, sondern durch subjektives Erleben geformt wird.
1889 legte er auf eigene Kosten das Soshū no shi (楚囚の詩) auf, bereute dies aber alsbald und zog die Exemplare zurück. 1891 verlegte er, abermals auf eigene Kosten, das Versdrama Hōraikyoku (蓬莱曲, Lied vom Hōrai-Gipfel), veröffentlichte 1892 die Kritik Ensei-shika to josei (厭世詩家と女性, Der verdrossene Poet und die Frau) in der Literaturzeitschrift Jogaku zasshi und präsentierte eine neuzeitliche Liebesphilosophie (die gewissermaßen dem Prinzip „Liebe um der Liebe willen“ entsprach). Der Einleitungsvers

「恋愛は人生の秘鑰なり」

„Ren-ai wa jinsei no hiyaku nari“

„Die Liebe ist des Lebens geheimer Schlüssel“

soll unter anderem Shimazaki Tōson und Kinoshita Naoe verblüfft haben. In der 1893 von Kitamura mitgegründeten Literaturzeitschrift Bungakukai veröffentlicht er zahlreiche Kritiken. Zu dem aus England nach Japan gekommenen Quäker George Braithwaite knüpfte er eine freundschaftliche Beziehung und fand durch dessen Einfluss Sympathie für den absoluten Pazifismus. Er beteiligte sich 1889 an der Gründung der „Japanischen Friedensgesellschaft“ (Nihon-heiwakai) und trug auch zu der Zeitschrift Heiwa („Frieden“) der Gesellschaft bei. Kitamura schrieb auch das erste japanische Gedicht in freien Versen (Shoshū no shi, Gefangenenpoem).
Am 16. Mai 1894 beging Kitamura Tōkoku, 25-jährig, im Shiba-Park von Minato Suizid, vermutlich durch den erwachenden Nationalismus am Vorabend des Ersten Japanisch-Chinesischen Krieges in seelisches Ungleichgewicht geraten.

## Werke
- Ensei-shika to josei (厭世詩家と女性, 1882 in: Jogaku zasshi)
- Hōraikyoku (蓬莱曲, 1891 selbst verlegt)
- Naibu-seimei-ron (内部生命論, 1893 in: Bungakukai)